# بيث دوهرتي
بيث دوهرتي (مواليد 10 يونيو 2003) ناشطة مناخية تعيش في أيرلندا. من أتباع زميلتها الناشطة المناخية جريتا ثونبرج ، دوهرتي هي المؤسس المشارك لـ الإضرابات المدرسية من أجل المناخ في أيرلندا وعضو في فريق جمعة المستقبل. بدءًا من سن 15 عامًا ، رفعت دوهرتي الوعي بالجهود المبذولة لمكافحة تغير المناخ.

## النشاط المناخي
في 6 مارس من عام 2019 وكجزء من مجموعة من الطلاب المدعوين ، خاطبت دوهرتي أعضاء لجنة البرلمان الأيرلندي للعمل المناخي ، وقبل الاحتجاجات الطلابية المقررة، والتي تم خلالها تقديم ستة مطالب للعمل المناخي. في مارس 2019 ، ظهر دوهرتي في برنامج The Late Late Show جنبًا إلى جنب مع العديد من نشطاء المناخ الشباب. خلال الإضراب المدرسي في 15 مارس من أجل المناخ في عام 2019 ، خاطبت دوهرتي حشدًا يزيد عن 11000 في إضراب دبلن ، حيث انتقدت الحكومة لعدم اتخاذ إجراءات بشأن تغير المناخ ، واتهمت وزير العمل المناخي والبيئة ريتشارد بروتون باستخدام التجمع كصورة أولية.
كتبت دوهرتي مقالات لـ TheJournal.ie حول فشل الحكومة الأيرلندية في تحقيق أهداف المناخ لعام 2020. بالإضافة إلى ذلك ، عملت مع مجلس مدينة دبلن على خطة المناخ الجديدة للمجلس. في أبريل 2019 ، ظهرت دوهرتي في "Loud & Clear!  وتحدثت عن آراء الشباب حول حدث المناخ في مكتب البرلمان الأوروبي مع العديد من مرشحي البرلمان الأوروبي في دبلن للتحدث لصالح سياسة مناخية أفضل. خاطبت دوهرتي مرة أخرى متظاهري المناخ في دبلن خلال الإضراب الثاني في 24 مايو 2019.
في مايو 2019 ، خاطبت دوهرتي مؤتمر IDEA الوطني حول أسباب حركة الإضراب. عملت دوهرتي أيضًا كمنظم رئيسي للإضراب المدرسي الرئيسي الثالث في 21 يونيو 2019 ، وكانت جنبًا إلى جنب مع الإضرابين الرئيسيين الآخرين والتجمع للإعلان الأيرلندي لحالة الطوارئ المناخية في 4 مايو 2019. في أغسطس 2019 ، مثلت دوهرتي أيرلندا في الجمعة من أجل القمة الأوروبية المستقبلية في لوزان ، سويسرا ، إلى جانب 13 مشاركًا آخر.
في نوفمبر 2019 ، كانت دوهرتي واحدًا من 157 مندوبًا في جمعية شباب RTE بشأن المناخ في ديل إيرين. تم التصويت على اقتراحها المتعلق بنظام ضرائب متدرج على انبعاثات الشركات على إعلان جمعية الشباب كأحد الاقتراحات العشرة. قدمت لاحقًا الإعلان إلى رئيس الجمعية العامة للأمم المتحدة ، تيجاني محمد بندي ، إلى جانب كتّاب الاقتراحات التسعة الأخرى. في وقت لاحق من ذلك الأسبوع ، التقت دوهرتي أيضًا وألقت خطابًا أمام الرئيس جنبًا إلى جنب مع مندوبي الشباب الأيرلنديين التابعين للأمم المتحدة. في نوفمبر أيضًا ، عملت دوهرتي كمنظم لإضراب دبلن في 29 نوفمبر وذلك جنبًا إلى جنب مع إضراب منسق دوليًا.
بالإضافة إلى جهودها في النشاط المناخي ، كانت دوهرتي من المرشحين النهائيين في مسابقة ماثيسون جونيور للمناظرة الوطنية ، وهي عضو في البرلمان الأوروبي للشباب في أيرلندا ، وستمثل أيرلندا في الدورة الدولية 92 المؤجلة في برلمان الشباب الأوروبي الذي سيعقد في ميلانو.